# ويلي بلين
ويلي بلين (بالفرنسية: Willy Blain)‏ (مواليد 24 أبريل 1978) هو ملاكم فرنسي، مثّل بلاده في الألعاب الأولمبية الصيفية في دورتي 2000 و2004.

## روابط خارجية
ويلي بلين على موقع بوكس ريك (الإنجليزية) (registration required)
- ويلي بلين على موقع أوليمبيديا (الإنجليزية)